# Umeälven
 (mars 2015).
Si vous disposez d'ouvrages ou d'articles de référence ou si vous connaissez des sites web de qualité traitant du thème abordé ici, merci de compléter l'article en donnant les références utiles à sa vérifiabilité et en les liant à la section « Notes et références ».
Umeälven est un fleuve du nord de la Suède, un des plus longs du pays.

## Géographie

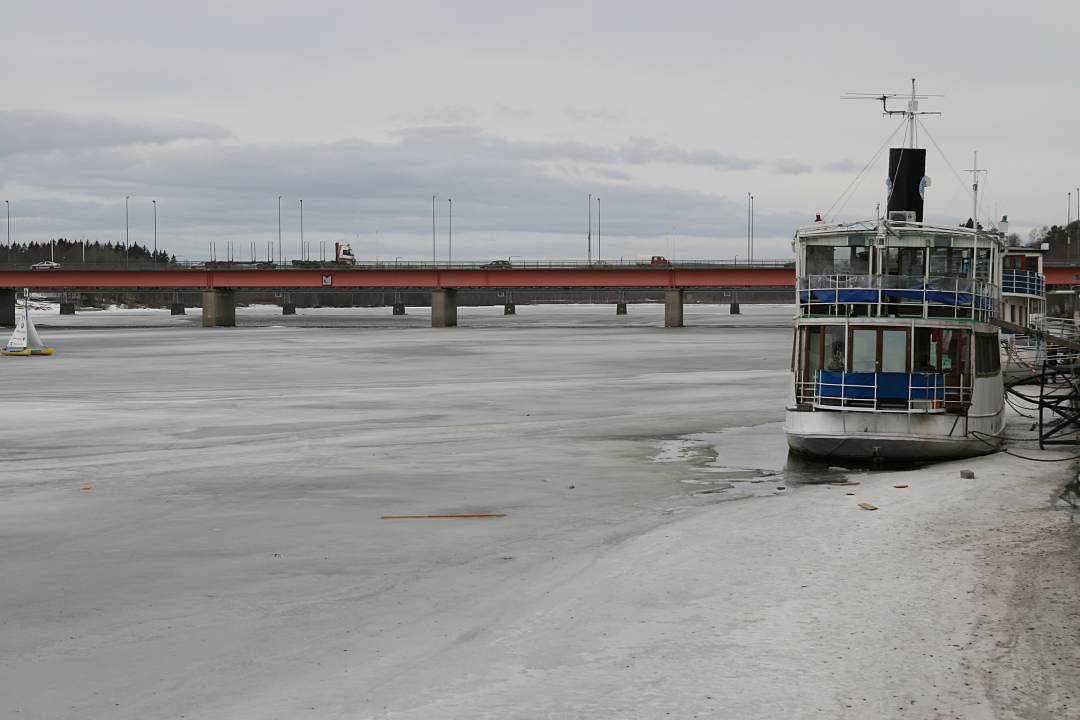
Umeälven gelé en hiver

Umeälven prend sa source à partir du lac d'Överuman, commune de Storuman, au sud-ouest de la Laponie. Puis il se dirige vers le sud-est à travers la Laponie en traversant le lac Storuman. Le fleuve poursuit son cours dans le comté de Västerbotten pour se jeter dans le golfe de Botnie à Holmsund, près de Umeå, la ville qui a donné son nom au fleuve.

## Hydrologie

### Principaux affluents
- Vindelälven

## Activités économiques
- Umeälven a été aménagé pour produire de l'énergie hydroélectrique, il existe par exemple un barrage à Stornorrfors.

## Principales villes traversées
- Storuman, Lycksele, Umeå

## Sources
- (sv) Données sur la longueur des fleuves de Suède
- (sv) Données sur le débit et la surface du bassin des fleuves de Suède